# قضية نيغريرا
قضية نيغريرا، هي شبهه فساد رياضية تتعلق بنادي برشلونة الإسباني وخوسيه ماريا إنريكيز نيغريرا نائب الرئيس السابق للجنة الفنية للحكام التابعة للاتحاد الإسباني لكرة القدم. تدور القضية حول مدفوعات بلغت 7.3 مليون يورو دفعها برشلونة إلى شركات مملوكة لنيغريرا من عام 2000 إلى 2018 خلال فترة عمله مع اللجنة الفنية للحكام. يدعي برشلونة أنهم استأجروا نيغريرا كـ"مستشار خارجي" قدم للنادي تقارير "متعلقة بالحكم الاحترافي". ومن جهته، ينفي نيغرييرا تلقي رشاوى لصالح برشلونة في ما يتعلق بقرارات التحكيم.
آخر التحديثات جاءت في أواخر أغسطس 2024 عندما اتهم المدعون العامون شريكة نيغريرا (آنا باولا روفاس) بغسيل الأموال بعد اكتشافهم تحويل مبلغ 3 ملايين يورو إلى حسابات بنكية باسمها بين عامي 1992 و2023.
في سبتمبر 2024، قام القاضي أغويري بتمديد "مرحلة التعليمات" في التحقيق، التي تشمل جمع الأدلة، لمدة ستة أشهر أخرى. وأوضح التقرير المالي السنوي لبرشلونة الذي تم مشاركته مع أعضاء النادي في وقت سابق من هذا الشهر أنه لم يعثر على أي دليل على الفساد ضمن سياق رياضي حتى الآن. كما أشار التقرير إلى أنه من المبكر جدًا تحديد العواقب المالية أو الرياضية المحتملة. ولتقدم التحقيق، يحتاج المدعون العامون إلى دليل قوي على وقوع جريمة، خاصةً أن المدفوعات التي قام بها برشلونة لنيغريرا كانت تهدف إلى التلاعب بالنتائج الرياضية أو أن هذا التلاعب قد حدث بالفعل.

## الخلفية
وُلد خوسيه ماريا إنريكيز نيغريرا في برشلونة في سبتمبر 1945، وهو حكم كرة قدم سابق بدأ مسيرته في الدوري الإسباني "لا ليغا" في موسم 1979-1980. في عام 1994، تولى منصب نائب رئيس لجنة الحكام الفنية في الاتحاد الملكي الإسباني لكرة القدم. من الجدير بالذكر أن المدفوعات التي قدمها نادي برشلونة لنيغريرا تمت بين عامي 2000 و2018 أثناء فترة عمله في اللجنة.
وفي عام 2020، تورط نادي برشلونة في فضيحة أخرى تُعرف بـ "بارساغيت"، التي تمحورت حول حملة تشهير مزعومة من قبل رئيس النادي آنذاك جوسيب ماريا بارتوميو.

## الاتهامات والتحقيقات
في 15 فبراير 2023، أفادت تقارير إذاعة كادينا سير الإسبانية بأن نادي برشلونة قام بدفعات مالية لشركة مملوكة لخوسيه نيغريرا في سياق فضيحة رشوة محتملة. وفي اليومين التاليين، ظهرت تفاصيل جديدة تشمل رسالة مؤرخة في 5 فبراير 2019، هدد فيها نيغريرا بكشف أنشطة غير قانونية تخص النادي، وذلك بعد إنهاء برشلونة عقده مع شركته.
وفي مارس 2023، وُجهت اتهامات لنادي برشلونة ورؤساء النادي السابقين ساندرو روسيل وجوسيب ماريا بارتوميو، إضافة إلى خوسيه ماريا إنريكيز نيغريرا وابنه خافيير إنريكيز روميرو نيغريرا بجرائم تشمل "الفساد"، "انتهاك الثقة"، و"التزوير"، مما أدى إلى فتح تحقيق في القضية. وفي سبتمبر 2023، تم توجيه تهمة إضافية لجميع المتهمين بـ"الرشوة"، وفي 18 أكتوبر 2023، وجهت اتهامات لرئيس نادي برشلونة خوان لابورتا بـ"الرشوة، الفساد الرياضي، الإدارة غير النزيهة، والتزوير".

## ردود الفعل

### نادي برشلونة
في 15 فبراير 2023، أصدر نادي برشلونة بيانًا رسميًا ردًا على التقارير التي نشرتها إذاعة كادينا سير في نفس اليوم، حيث أوضح النادي الاتهامات الموجهة إليه. بخصوص المدفوعات المالية، زعم برشلونة أنه استأجر "مستشارًا خارجيًا [نيغريرا]" الذي قدم تقارير فنية على شكل فيديو للاعبين الشباب من أندية أخرى في إسبانيا، بالإضافة إلى تقارير متعلقة بالتحكيم التي طلبها طاقم التدريب للفريق الأول والثاني. ومع ذلك، نفى برشلونة أي سلوك غير قانوني، مؤكدًا على لسان رئيس النادي جوان لابورتا في مارس أن "برشلونة لم يشترِ حكامًا أبدًا".

### أندية الدوري الإسباني
في 21 فبراير 2023، أصدرت مجموعة من أندية الدوري الإسباني بيانًا مشتركًا تعرب فيه عن "قلقها العميق" بشأن المعلومات المتعلقة بالتحقيق في قضية نيغريرا. الأندية التي أصدرت البيان تشمل: أتلتيكو مدريد، ليفانتي، تينيريفي، إشبيلية، ريال بيتيس، ريال سوسييداد، قادش، خيتافي، فياريال، ديبورتيفو ألافيس، إيبار، لاس بالماس، لوغو، هويسكا. في وقت لاحق، أعرب منافس برشلونة (ريال مدريد) عن "قلقه العميق" بشأن خطورة الأحداث.
في 29 سبتمبر 2023، قبيل مباراة برشلونة وإشبيلية في الدوري، أصدر نادي إشبيلية بيانًا استنكر فيه "سلوك برشلونة" خلال فترة التحقيق. كما رفض مسؤولو إشبيلية تناول وجبة قبل المباراة مع مسؤولي برشلونة ورفضوا الجلوس في "منصة الرؤساء" بملعب لويس كومبانيس الأولمبي. ردًا على ذلك، أصدر برشلونة بيانًا يرفض فيه تصرفات إشبيلية، واصفًا إياها بـ"الهجوم غير المبرر" و"الاعتداء غير المقبول".

### الاتحاد الأوروبي
في 23 مارس 2023، أعلن الاتحاد الأوروبي لكرة القدم عن بدء تحقيقه في المدفوعات التي قام بها نادي برشلونة لصالح نيغريرا. وفي 3 أبريل 2023، وصف رئيس الاتحاد الأوروبي لكرة القدم ألكسندر تشيفرين قضية نيغريرا بأنها "إحدى أخطر القضايا" التي شاهدها في تاريخه.